# Abbazia della Santissima Trinità (Fécamp)
L'abbazia della Santissima Trinità, in francese Abbaye de la Trinité, è un'abbazia benedettina che sorge nel centro di Fécamp, nella regione della Normandia, in Francia.
È classificato come monumento storico dal 1840.

## Storia e descrizione

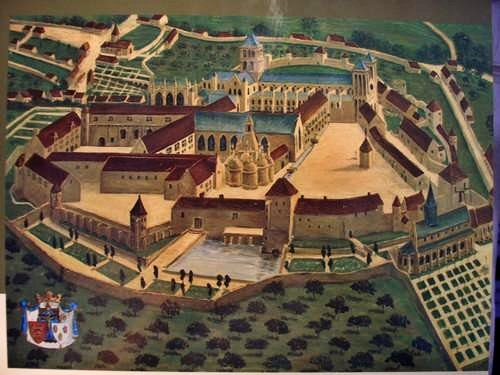
L'abbazia nel massimo dello splendore, nel XIII secolo.

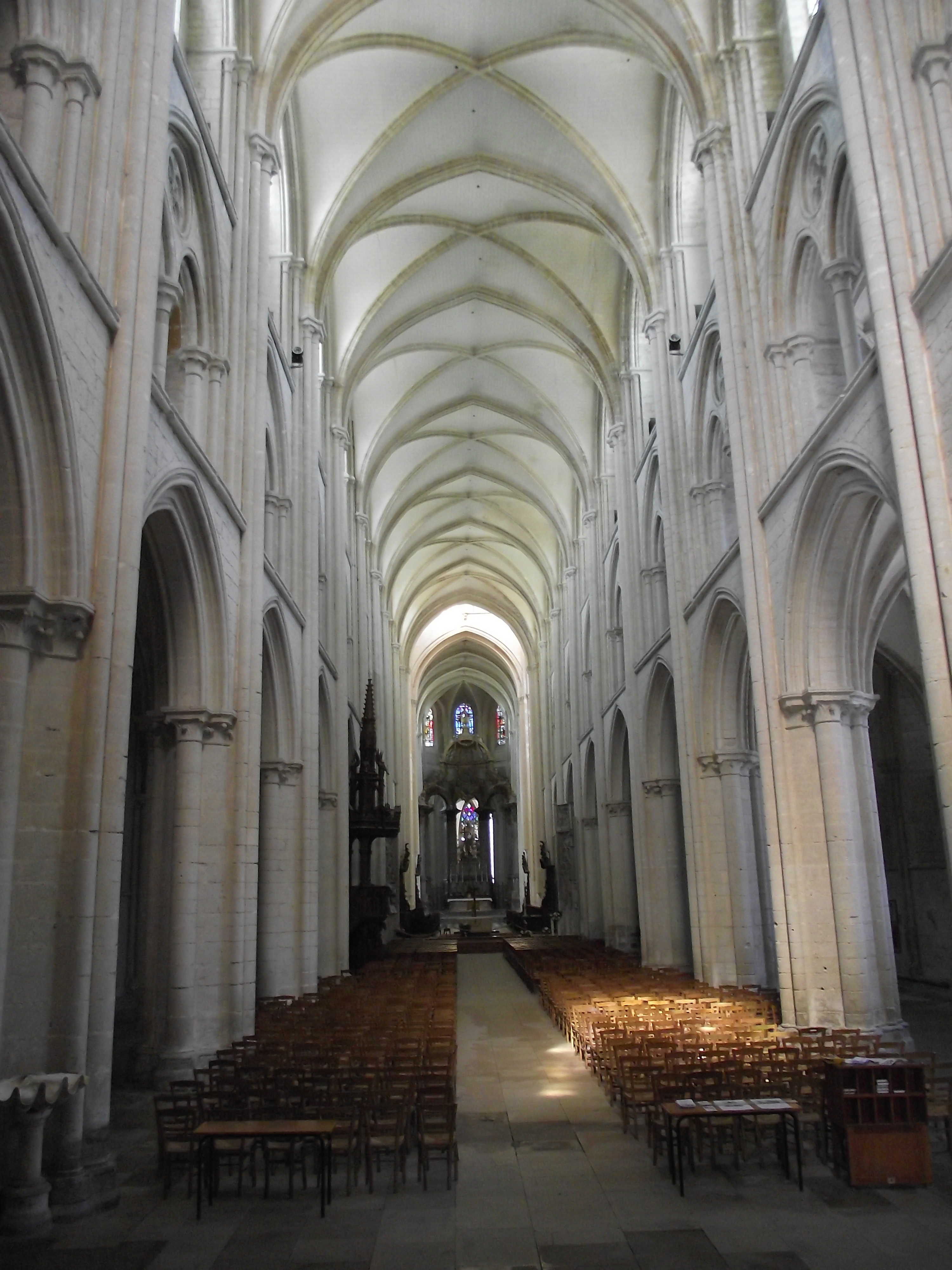
Veduta dell'interno.

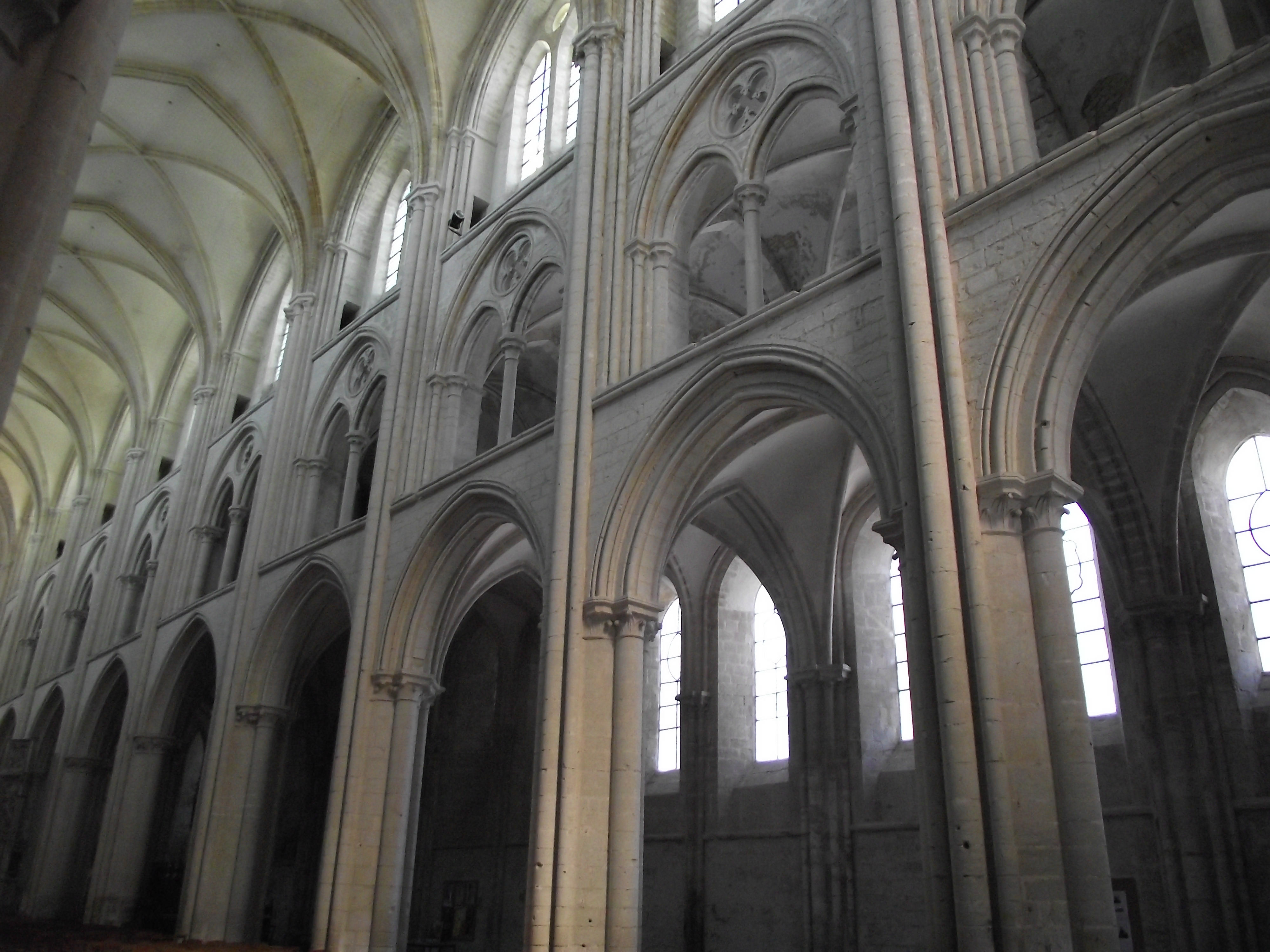
Particolare della navata centrale.

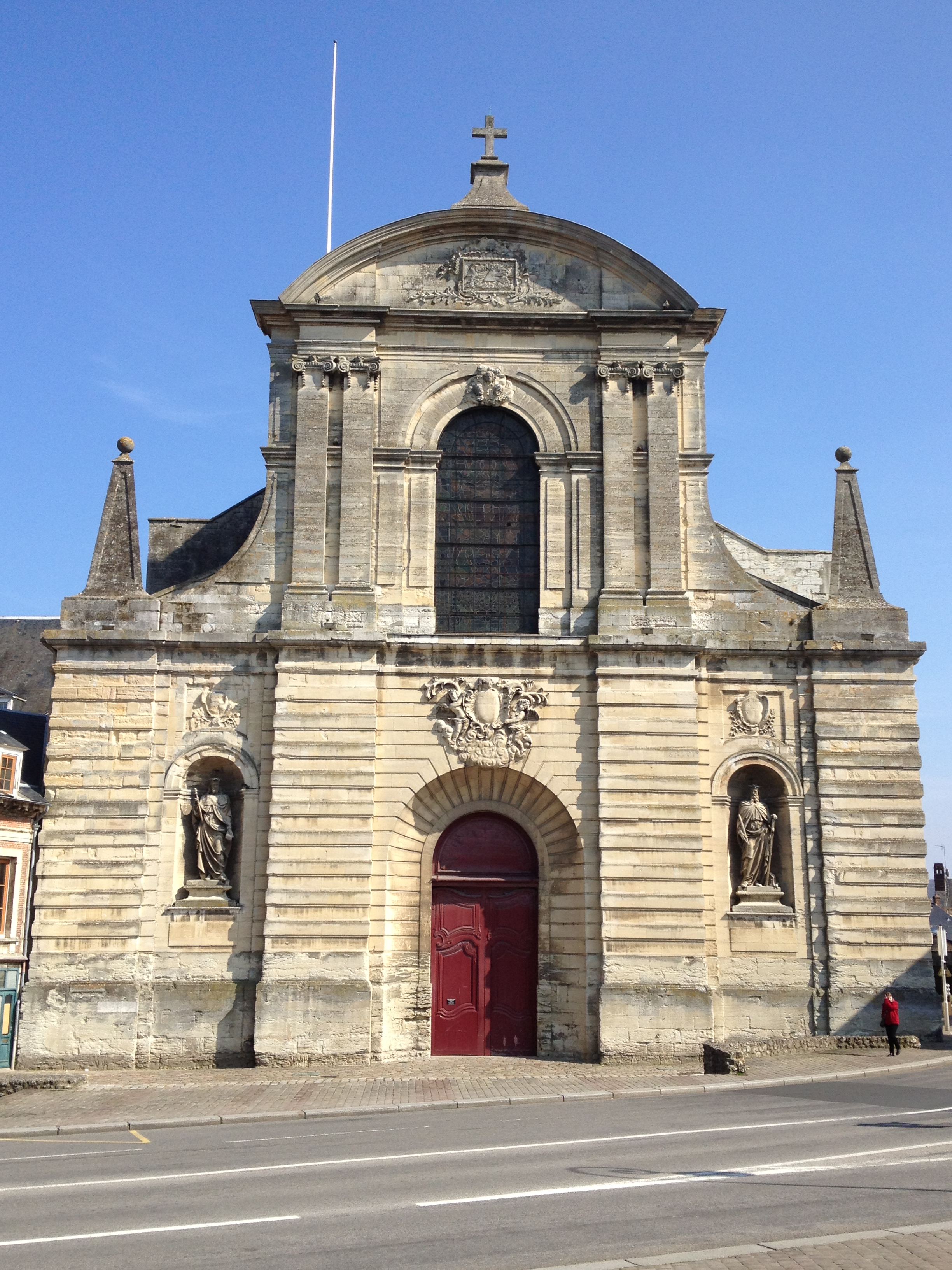
La facciata barocca.

### Origini
Una prima abbazia merovingia venne fondata in questo luogo nel 658 da Waneng, conte merovingio, con l'aiuto dei santi Vandregisilo e Audoeno di Rouen, per accogliere la preziosa reliquia del Santo Sangue.
Secondo la leggenda la reliquia venne affidata alle onde del mare da Isacco, figlio di Giuseppe di Arimatea, e miracolosamente sarebbe apparsa sulle spiagge di Fécamp.
Nel 665 la prima abbaziale venne consacrata, e Hildemarque du Bordelais ne fu la prima badessa. Tuttavia a partire dal IX secolo cominciarono i primi saccheggi dei Vichinghi nel territorio e nel mese di maggio dell'841 l'abbazia fu devastata. I monaci costretti ad abbandonare l'edificio trasferirono la reliquia a Ham.

### Secondo edificio
Il duca Guglielmo I di Normandia intraprese la costruzione di una sua residenza a Fécamp, presso le rovine dell'antico monastero, e vi costruisce un oratorio dedicato alla Trinità.
Riccardo I vi fa erigere una nuova chiesa dedicata alla Trinità, che, secondo Dudone di San Quintino, sarà consacrata nel 990 dall'arcivescovo di Rouen Roberto d'Évreux. Sarà officiata da dodici canonici, al posto dei monaci trasferiti a Montivilliers, elevandola a collegiata.
Nel 1001 Riccardo II di Normandia trasforma la collegiata in abbazia benedettina facendo appello a Guglielmo da Volpiano, abate di Saint-Bénigne a Digione, che vi apporta dei monaci da Cluny e vi impianta due scuole. Nel 1002 l'abbazia fu luogo delle nozze di Etelredo II d'Inghilterra con Emma di Normandia e del secondo matrimonio della stessa con Canuto il Grande nel 1017.
Dudone di San Quintino la descrive come una grande chiesa a più torri e provvista di volte, in mattoni e pietra, bianca di fuori e dipinta all'interno.
Oggi non ne rimane traccia, ma scavi effettuati nel 1925 e nel 1927 hanno ritrovato alcuni resti che testimoniano la stessa ampiezza della chiesa attuale e frammenti di intonaco dipinto.

### Terzo edificio
Nel 1087 Guillaume de Rots, terzo abate di Fécamp, inizia la ricostruzione della chiesa abbaziale in stile romanico, che sarà consacrata nel 1099. Tuttavia nel 1168 un grande incendio la distrusse, preservandone solo il coro.

### L'edificio attuale
La costruzione di una nuova chiesa, questa volta in stile gotico, venne avviata nel 1175 dall'abate Henri de Sully partendo dal coro, superstite. 
Venne concepito come un edificio a pianta a croce latina con tre navate dotate di matronei a bifore, transetto e coro con cappelle radiali. Alla morte di Sully nel 1187 erano state realizzate le prime cinque campate del piedicroce. Il cantiere venne continuato dal suo successore Raoul d'Argences che ne raddoppierà le campate e ne inizia la parte frontale occidentale. Le coperture venne terminate nel 1227-28, e poco più tardi venne finita la torre nolare sulla crociera, alta 65 metri.
Nel XV secolo venne aggiunta la bella cappella absidale in stile gotico-fiammeggiante, dedicata alla Vergine; e tra il 1505 e il 1519 le cappelle radiali vennero chiuse da elaborati recinti rinascimentali in pietra.
Nel 1748 secolo venne rifatta la facciata in stile barocco, e aggiunto l'elaborato baldacchino all'altar maggiore. Ma nel 1789 l'abbazia venne saccheggiata dalla Rivoluzione.
Restaurata, nel 1803 accolse l'organo dell'Abbazia di Montivilliers, risalente al 1746; poi interamente rifatto da Cavaillé-Coll nel 1883.

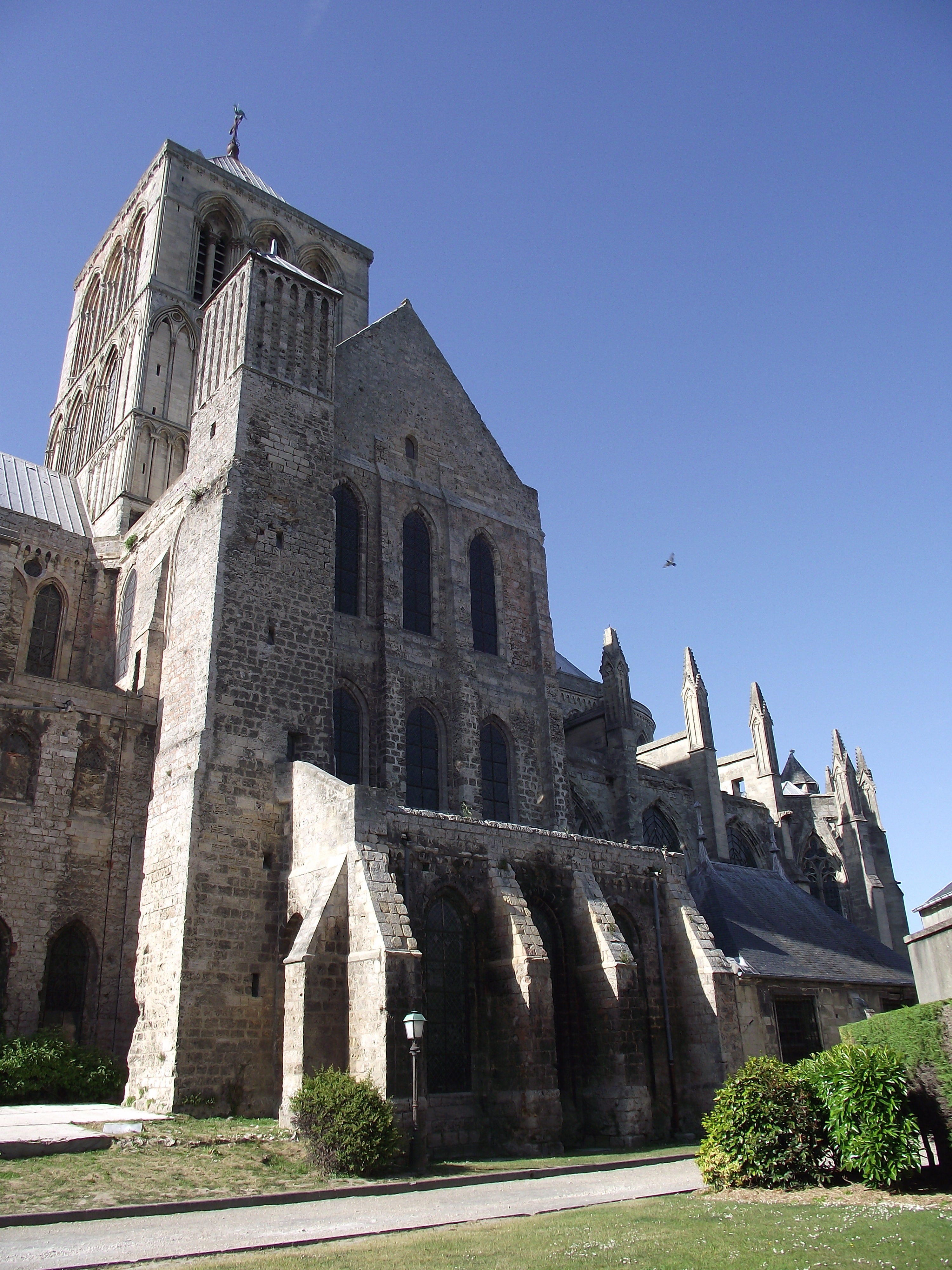
Il coro.
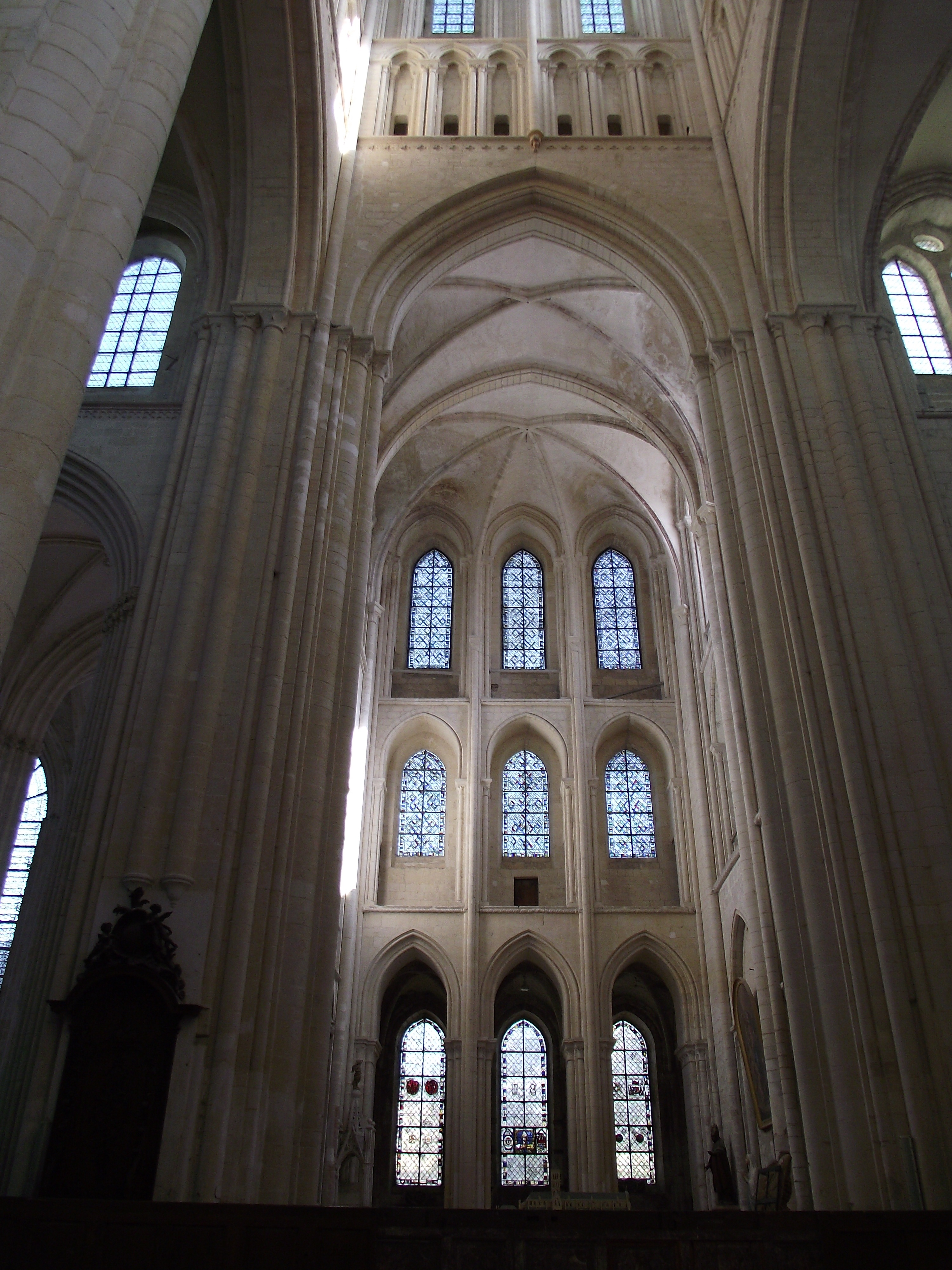
Veduta del transetto.
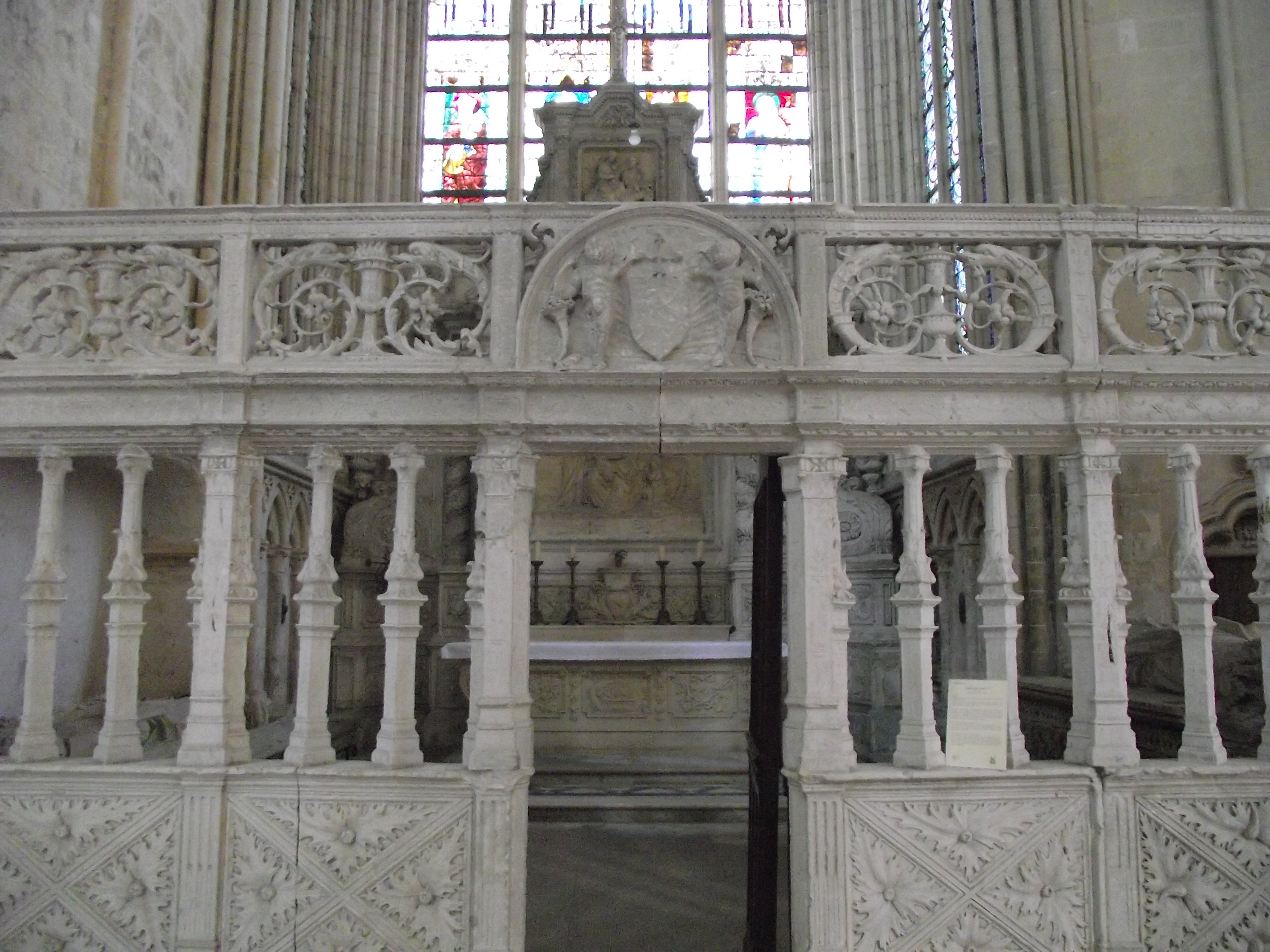
I recinti rinascimentali.
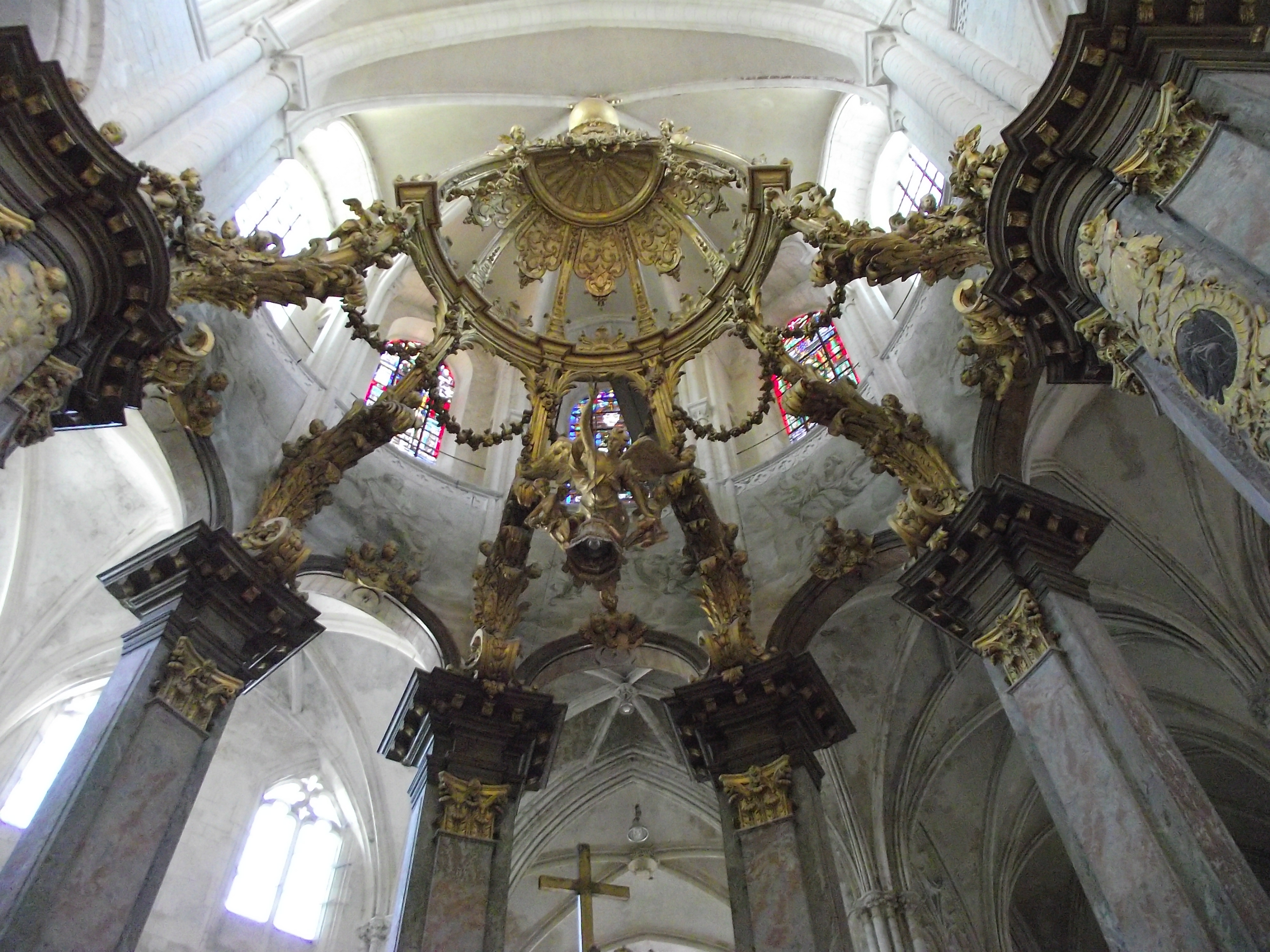
Il baldacchino dell'altar maggiore.
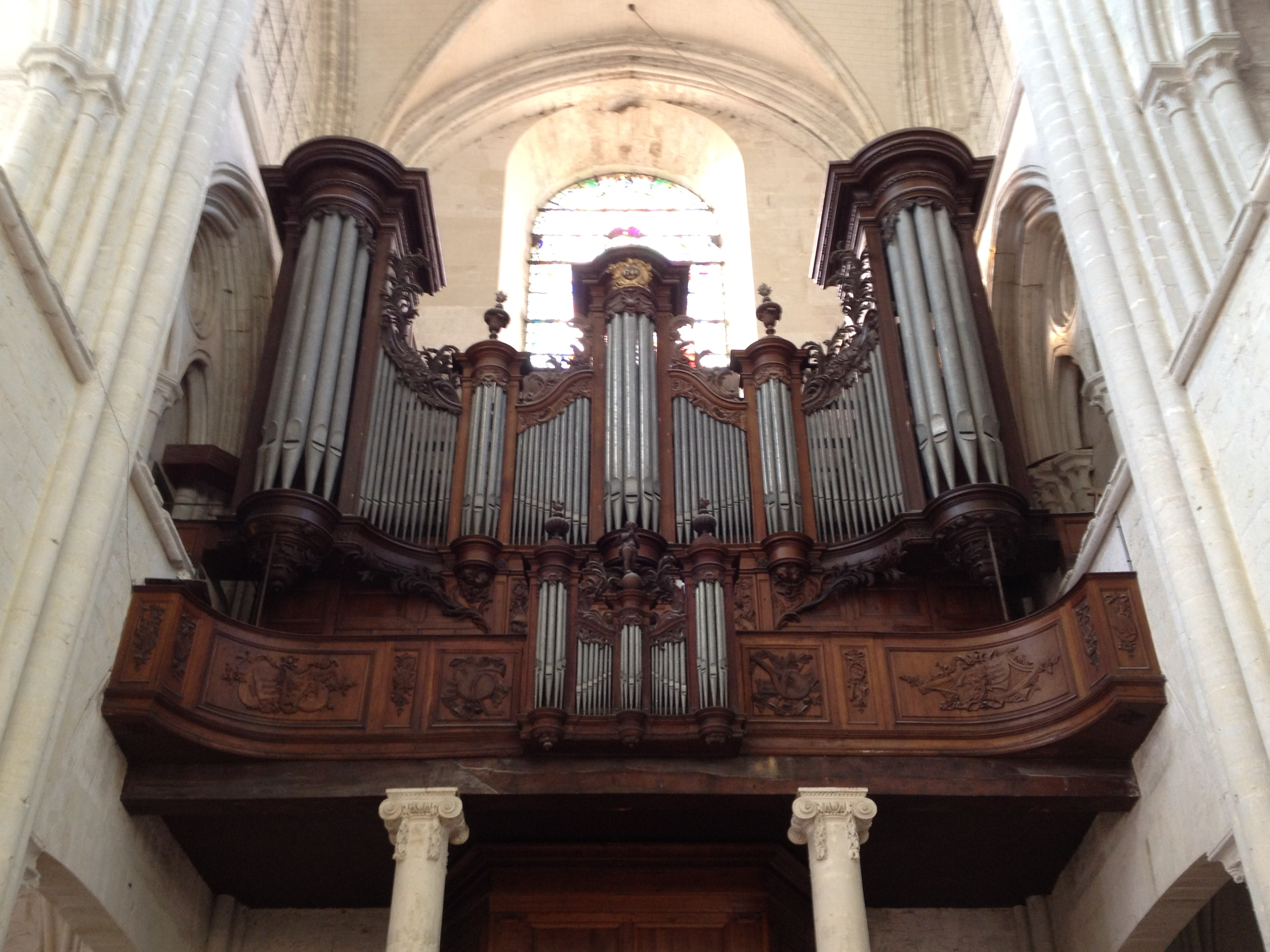
L'organo.